# Atiba Harris
Atiba Harris (Basseterre, 9 gennaio 1985) è un ex calciatore nevisiano, di ruolo difensore.

## Biografia
È il primo di quattro figli, ha un cugino, Micah Richards che ha giocato nella Fiorentina.

## Carriera

### Club
Harris ha giocato nelle giovanili del Newcastle United nel 2002 all'età di 17, nel 2003 si trasferì al Cadice, che lo prestò al CD Linares nella stagione 2003-04. Prima di firmare con il Real Salt Lake nel 2006, Harris giocò per una stagione nell'Elco San Peters. Nella sua prima stagione in MLS, ha segnato quattro gol in 22 partite. Nella sua prima esperienza con il Chivas USA ha segnato 3 gol in 28 gare disputate.

### Nazionale
Harris ha fatto il suo esordio nella Nazionale di Saint Kitts e Nevis nel 2000, all'età di 15 anni e ha collezionato 22 presenze, segnando 7 reti. Ha inoltre rappresentato il suo paese a livello di U-13, U-15, U-17, U-20 ed U-23.

## Palmarès

### Club

#### Competizioni nazionali
- Campionato MLS: 1

FC Dallas: 2010
- US Open Cup: 1

FCDallas:2016
- MLS Supporters' Shield: 1

FC Dallas: 2016